# Tomaso Luis Volpi
Tomaso Luis Volpi   (Artigas, 5 de desembre de 1920 - valor desconegut), sovint anomenat Tommaso Volpi, Tomás Volpi o Luis Volpi, fou un futbolista uruguaià de la dècada de 1940.
Fou 11 cops internacional amb la selecció de l'Uruguai. Destacà com a jugador de Nacional de Montevideo. També jugà a Montevideo Wanderers FC i a l'Inter de Milà italià.

## Palmarès
- Campionat uruguaià de futbol: 1939, 1940, 1941, 1946